# 고이데 요시치카

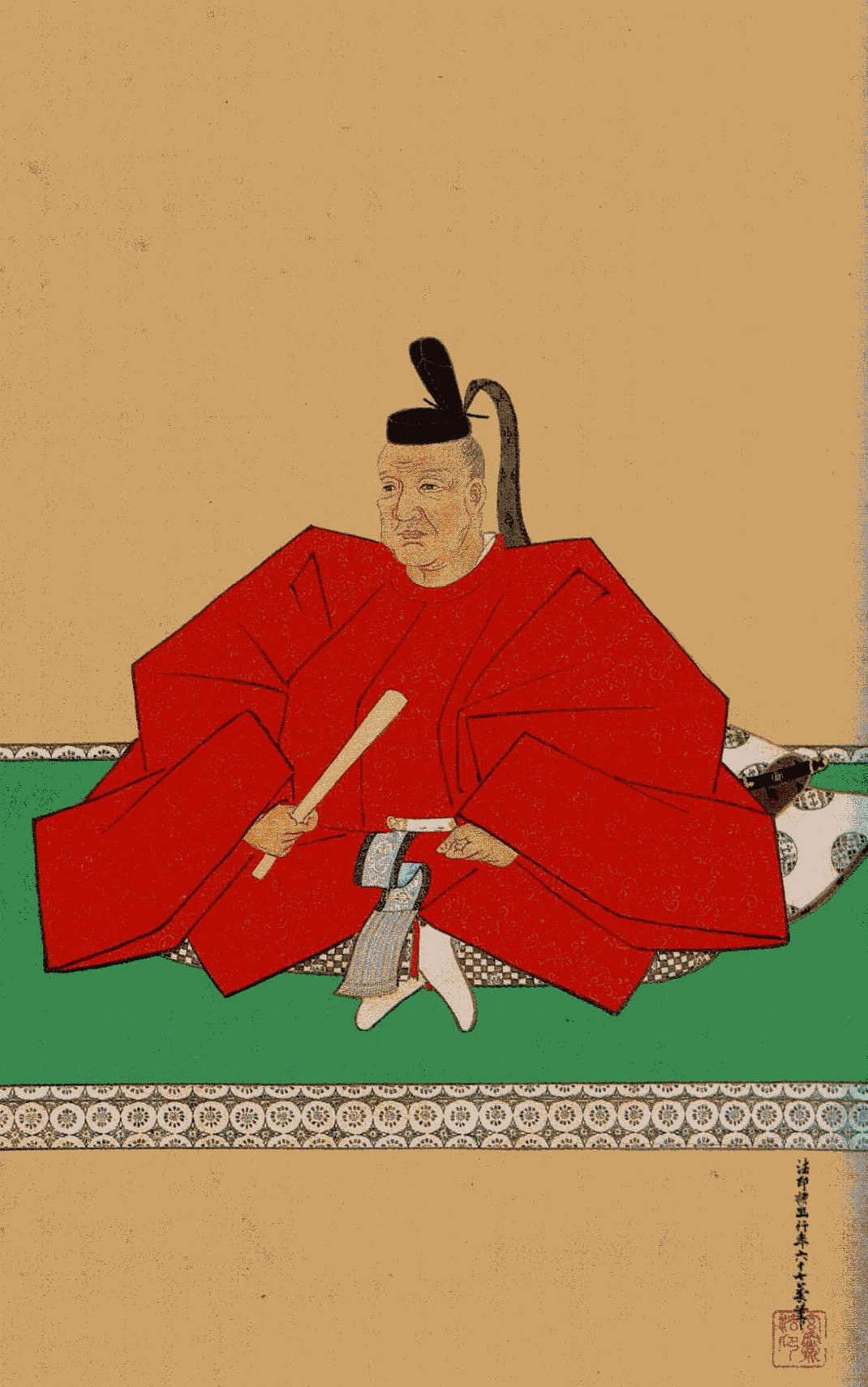
고이데 요시치카

고이데 요시치카(일본어: 小出吉親, 1590년 ~ 1668년 4월 22일)는 에도 시대 전기의 다이묘이다. 다지마 이즈시 번 제3대 번주, 단바 소노베 번 초대 번주를 지냈다. 요시치카 계 고이데씨 시조.
요시치카는 고이데 요시마사의 차남으로 오사카에서 태어났다. 어머니는 이토 하루아키(伊東治明)의 딸이다.

## 같이 보기
- 가나모리 나가미쓰 - 고즈치 번주, 요시치카의 외외종조부

| 전임 고이데 요시히데 | 제3대 이즈시 번 번주 (고이데가) 1613년 ~ 1619년 | 후임 고이데 요시히데 (재임) |

|  | 제1대 소노베 번 번주 (고이데가) 1619년 ~ 1667년 | 후임 고이데 후사토모 |